# Шипіцино (Чистоозерний район)
Шипіцино (рос. Шипицыно) — село у Чистоозерному районі Новосибірської області Російської Федерації.
Входить до складу муніципального утворення Шипіцинська сільрада. Населення становить 607 осіб (2017).

## Історія
Згідно із законом від 2 червня 2004 року органом місцевого самоврядування є Шипіцинська сільрада.

## Населення
| 1996 | 2002 | 2007 | 2010 | 2012 | 2013 | 2014 |
| ---- | ---- | ---- | ---- | ---- | ---- | ---- |
| 800  | ↘721 | ↗733 | ↘649 | ↘647 | ↘644 | ↘628 |
| 2015 | 2016 | 2017 |      |      |      |      |
| ↗629 | ↘628 | ↘607 |      |      |      |      |